# تیم ملی کریکت انگلستان
تیم ملی کریکت انگلستان (انگلیسی: England cricket team) نماینده انگلستان و ولز در مسابقات جهانی کریکت است. انگلستان از بنیانگذاران و از اعضای کامل انجمن بین‌المللی کریکت است. تا سال ۱۹۹۰ بازیکنان ایرلندی و اسکاتلندی هم برای انگلستان بازی می‌کردند زیرا هنوز به صورت مستقل به عضویت انجمن کریکت در نیامده بودند. 

## تاریخچه
تاریخچه اولین تیم تمام انگلیسی به ۹ ژوئیه ۱۷۳۹ برمی‌گردد که یک تیم متشکل از ۱۱ اشراف‌زاده از تمام مناطق انگلستان به استثنای کنت تشکیل شد. این تیم در مناسبت‌های مختلف در رقابت‌هایی که مکرر برگزار می‌شد شرکت می‌کرد.پ
در ۱۸۷۶ ویلیام کلارک یک تیم ۱۱ نفره تشکیل داد.

## اعضای تیم

### بازیکنان
بازیکنانی همچون بن داکت و الکس هلز برای انگلستان بازی می‌کنند.

## بازیکن سال کریکت انگلستان
- ۲۰۰۶: اندرو فلینتوف
- ۲۰۰۷: ایان بل
- ۲۰۰۸: کوین پترسون
- ۲۰۰۹: گرام سوان
- ۲۰۱۰: جاناتان تروت
- ۲۰۱۱: جیمز اندرسون
- ۲۰۱۲: مت پریور
- ۲۰۱۳: ایان بل
- ۲۰۱۴: جو روت
- ۲۰۱۵: جو روت